# Kayef/Diskografie
Diese Diskografie ist eine Übersicht über die musikalischen Werke des deutschen Pop-Musikers Kayef. Den Schallplattenauszeichnungen zufolge hat er bisher mehr als 840.000 Tonträger verkauft, davon alleine in seiner Heimat über 800.000. Seine erfolgreichste Veröffentlichung ist die Single Ich würd’ lügen mit über 430.000 verkauften Einheiten.

## Alben

### Studioalben
| Jahr | Titel                 | Höchstplatzierung, Gesamtwochen, AuszeichnungChartplatzierungen (Jahr, Titel, Platzierungen, Wochen, Auszeichnungen, Anmerkungen, Cover) | Höchstplatzierung, Gesamtwochen, AuszeichnungChartplatzierungen (Jahr, Titel, Platzierungen, Wochen, Auszeichnungen, Anmerkungen, Cover) | Höchstplatzierung, Gesamtwochen, AuszeichnungChartplatzierungen (Jahr, Titel, Platzierungen, Wochen, Auszeichnungen, Anmerkungen, Cover) | Anmerkungen                             | Cover |
| Jahr | Titel                 | DE | AT | CH | Anmerkungen                             | Cover |
| ---- | --------------------- | --- | --- | --- | --------------------------------------- | ----- |
| 2014 | Relikte letzter Nacht | DE17 (1 Wo.)DE | AT28 (1 Wo.)AT | CH86 (1 Wo.)CH | Erstveröffentlichung: 14. November 2014 |       |
| 2016 | Chaos                 | DE4 (2 Wo.)DE | AT24 (1 Wo.)AT | CH72 (1 Wo.)CH | Erstveröffentlichung: 14. Oktober 2016  |       |
| 2018 | Modus                 | DE8 (1 Wo.)DE | AT25 (1 Wo.)AT | CH58 (1 Wo.)CH | Erstveröffentlichung: 18. Mai 2018      |       |
| 2020 | Struggle Is Real      | DE34 (1 Wo.)DE | — | — | Erstveröffentlichung: 3. April 2020     |       |
| 2022 | Feelings              | DE5 (1 Wo.)DE | — | — | Erstveröffentlichung: 21. Januar 2022   |       |
| 2023 | Good Days & Goodbyes  | DE5 (1 Wo.)DE | — | — | Erstveröffentlichung: 7. Juli 2023      |       |
| 2024 | Safe Space            | DE3 (2 Wo.)DE | — | — | Erstveröffentlichung: 8. November 2024  |       |

Weitere Studioalben
- 2013: Sexstreetboys (mit Liont)
- 2013: Hipteen

### Mixtapes
- 2018: IDGAF

### EPs
| Jahr | Titel           | Höchstplatzierung, Gesamtwochen, AuszeichnungChartplatzierungen (Jahr, Titel, Platzierungen, Wochen, Auszeichnungen, Anmerkungen, Cover) | Höchstplatzierung, Gesamtwochen, AuszeichnungChartplatzierungen (Jahr, Titel, Platzierungen, Wochen, Auszeichnungen, Anmerkungen, Cover) | Höchstplatzierung, Gesamtwochen, AuszeichnungChartplatzierungen (Jahr, Titel, Platzierungen, Wochen, Auszeichnungen, Anmerkungen, Cover) | Anmerkungen                          | Cover |
| Jahr | Titel           | DE | AT | CH | Anmerkungen                          | Cover |
| ---- | --------------- | --- | --- | --- | ------------------------------------ | ----- |
| 2015 | Offline Akustik | — | AT71 (1 Wo.)AT | CH73 (1 Wo.)CH | Erstveröffentlichung: 7. August 2015 |       |

Weitere EPs
- 2019: Friends and Music (mit FAM, T-Zon & Topic)
- 2023: Alles Akustik

## Singles

### Als Leadmusiker
| Jahr | Titel Album                              | Höchstplatzierung, Gesamtwochen, AuszeichnungChartplatzierungen (Jahr, Titel, Album, Platzierungen, Wochen, Auszeichnungen, Anmerkungen, Cover) | Höchstplatzierung, Gesamtwochen, AuszeichnungChartplatzierungen (Jahr, Titel, Album, Platzierungen, Wochen, Auszeichnungen, Anmerkungen, Cover) | Höchstplatzierung, Gesamtwochen, AuszeichnungChartplatzierungen (Jahr, Titel, Album, Platzierungen, Wochen, Auszeichnungen, Anmerkungen, Cover) | Anmerkungen                                             | Cover |
| Jahr | Titel Album                              | DE | AT | CH | Anmerkungen                                             | Cover |
| --- | ---------------------------------------- | --- | --- | --- | ------------------------------------------------------- | ----- |
| 2014 | Nie wieder Niemand Relikte letzter Nacht | DE55 (1 Wo.)DE | AT52 (1 Wo.)AT | — | Erstveröffentlichung: 1. August 2014 mit Liont          |       |
| 2014 | Relikte Letzter Nacht                    | DE100 (1 Wo.)DE | — | — | Erstveröffentlichung: 19. September 2014                |       |
| 2014 | Wir sein Relikte letzter Nacht           | DE98 (1 Wo.)DE | — | — | Erstveröffentlichung: 10. Oktober 2014                  |       |
| 2020 | Ich würd’ lügen Struggle Is Real         | DE13 Platin · (25 Wo.)DE | AT23 Platin · (17 Wo.)AT | CH98 (2 Wo.)CH | Erstveröffentlichung: 3. April 2020 Verkäufe: + 430.000 |       |
| 2020 | Warum Struggle Is Real                   | DE99 (1 Wo.)DE | — | — | Erstveröffentlichung: 7. August 2020                    |       |
| 2020 | Beton Feelings                           | DE94 (1 Wo.)DE | — | — | Erstveröffentlichung: 20. November 2020                 |       |
| 2021 | 2 Uhr nachts –                           | DE94 (1 Wo.)DE | — | — | Erstveröffentlichung: 5. Februar 2021                   |       |
| 2021 | No No Feelings                           | DE97 (1 Wo.)DE | — | — | Erstveröffentlichung: 19. März 2021                     |       |
| 2021 | Weisswein x Sprite Feelings              | DE87 (1 Wo.)DE | — | — | Erstveröffentlichung: 8. Juli 2021                      |       |
| Folgende Lieder erschienen nicht als Single, wurden aber durch das Album zum Download und Streaming bereitgestellt und konnten somit eine Platzierung erlangen: |                                          | | | |                                                         |       |
| |                                          | | | |                                                         |       |
| 2022 | Wenn ich atme Feelings                   | DE— aDE | — | — | Charteinstieg: 28. Januar 2022                          |       |

Weitere Singles
- 2016: Durchs Feuer (Topic Remix)
- 2017: Wir sind okay
- 2017: Paradies
- 2018: Le Le Le Le (feat. T-Zon)
- 2018: Dreh dich (mit T-Zon)
- 2018: Kein Limit (feat. T-Zon)
- 2019: Drama
- 2019: Ruf nicht an (mit FAM, T-Zon & Topic feat. Lil Rain)
- 2019: 180 km/h (mit FAM, T-Zon & Topic)
- 2019: Wie ich will
- 2019: Ballin All Day (mit FAM, T-Zon & Topic)
- 2019: Raindrops
- 2019: Wahnsinn
- 2019: Adrenalin (mit Lil Rain & T-Zon)
- 2020: Fake Friends
- 2020: Souvenir
- 2020: Egal wie spät b
- 2021: Seit du weg bist
- 2021: Besseres Ich c

### Als Gastmusiker
| Jahr | Titel Album            | Höchstplatzierung, Gesamtwochen, AuszeichnungChartplatzierungen (Jahr, Titel, Album, Platzierungen, Wochen, Auszeichnungen, Anmerkungen) | Höchstplatzierung, Gesamtwochen, AuszeichnungChartplatzierungen (Jahr, Titel, Album, Platzierungen, Wochen, Auszeichnungen, Anmerkungen) | Höchstplatzierung, Gesamtwochen, AuszeichnungChartplatzierungen (Jahr, Titel, Album, Platzierungen, Wochen, Auszeichnungen, Anmerkungen) | Anmerkungen                                                                |
| Jahr | Titel Album            | DE | AT | CH | Anmerkungen                                                                |
| ---- | ---------------------- | --- | --- | --- | -------------------------------------------------------------------------- |
| 2020 | Best of Us –           | DE78 Gold · (8 Wo.)DE | — | — | Erstveröffentlichung: 25. Juni 2020 Verkäufe: + 200.000; als Teil von Wier |
| 2021 | Du bist weg –          | DE69 (1 Wo.)DE | — | — | Erstveröffentlichung: 1. Oktober 2021 Achtabahn feat. Kayef                |
| 2022 | Lass mich los Emotions | DE75 (1 Wo.)DE | — | — | Erstveröffentlichung: 7. Januar 2022 Mike Singer feat. Kayef               |
| 2022 | All das –              | DE— dDE | — | — | Erstveröffentlichung: 8. April 2022 Franzi Harmsen feat. Kayef             |

Weitere Gastbeiträge
- 2012: Internetstar auf Sexstreetboys von Liont
- 2013: <3 auf Ultraviolett von Metrickz[5]
- 2013: Ich vermisse dich von Lil Rain
- 2014: Ciao RMX auf Kamikaze von Metrickz[6]
- 2015: Alle gleich auf Löwenkind von Liont[7]
- 2018: Perfect (Remixversion) von NKSN
- 2018: Google mich von Hustensaft feat. T-Zon
- 2019: Immer da von Patrikk
- 2019: Weißt du noch? von Liont
- 2021: Wir schweigen von Leon Kunz
- 2021: Höhenangst von HE/RO

## Autorenbeteiligungen
- 2021: Leichter – Vanessa Mai

## Sonderveröffentlichungen
Samplerbeiträge
- 2013: Do You Know auf Berlin – Tag & Nacht, Vol. 4[8]
- 2021: Wir schweigen auf Dein Song 2021 (mit Leon Kunz)

## Statistik

### Chartauswertung
|                     | DE    | AT    | CH    |
| ------------------- | ----- | ----- | ----- |
| Nummer-eins-Alben   | DE—DE | AT—AT | CH—CH |
| Top-10-Alben        | DE5DE | AT—AT | CH—CH |
| Alben in den Charts | DE7DE | AT4AT | CH4CH |

|                       | DE     | AT    | CH    |
| --------------------- | ------ | ----- | ----- |
| Nummer-eins-Singles   | DE—DE  | AT—AT | CH—CH |
| Top-10-Singles        | DE—DE  | AT—AT | CH—CH |
| Singles in den Charts | DE12DE | AT2AT | CH1CH |

### Auszeichnungen für Musikverkäufe
| Goldene Schallplatte - Deutschland - 2023: für das Lied Musik - Österreich - 2023: für das Lied Musik |

Anmerkung: Auszeichnungen in Ländern aus den Charttabellen bzw. Chartboxen sind in ebendiesen zu finden.
| Land/RegionAuszeichnungen für Musikverkäufe (Land/Region, Auszeichnungen, Verkäufe, Quellen) | Gold     | Platin     | Verkäufe | Quellen           |
| -------------------------------------------------------------------------------------------- | -------- | ---------- | -------- | ----------------- |
| Deutschland (BVMI)                                                                           | 2× Gold2 | Platin1    | 800.000  | musikindustrie.de |
| Österreich (IFPI)                                                                            | Gold1    | Platin1    | 45.000   | ifpi.at           |
| Insgesamt                                                                                    | 3× Gold3 | 2× Platin2 |          |                   |